# پیوالویل‌اکسی‌متیل

ساختار شیمیایی گروه پیوالویل‌اکسی‌متیل

پیوالویل‌اکسی‌متیل (به انگلیسی: Pivaloyloxymethyl) (که با نام‌های POM ,Pivoxil و pivoxyl نیز شناخته می‌شود) یک گروه محافظت‌کننده است که در سنتز آلی مورد استفاده قرار می‌گیرد. رادیکال POM دارای فرمول شیمیایی (CH3)3C-CO-O-CH2. است.
گروه POM گاهی برای تولید پیش‌داروها مورد استفاده قرار می‌گیرد.